# Nikolaos Katravas
Nikolaos Katravas (griechisch Νικόλαος Κατραβασ) war ein griechischer Schwimmer, der an den Olympischen Sommerspielen 1896 teilgenommen hat. Er trat im Wettbewerb über 1200-Meter-Freistil an. Genaue Ergebnisse von ihm sind nicht bekannt, sicher ist nur, dass er nicht unter den ersten zwei war.